# Montigny (Calvados)
Montigny é uma comuna francesa na região administrativa da Normandia, no departamento de Calvados. Estende-se por uma área de 3,91 km². Em 2010 a comuna tinha 99 habitantes (densidade: 25,3 hab./km²).